# Neoachryson castaneum
Neoachryson castaneum é uma espécie de cerambicídeo da tribo Achrysonini, com distribuição restrita à Argentina.

## Morfologia

### Cabeça
Fronte plana e vertical. Sutura coronal indicada até o nível dos lobos oculares superiores. Tubérculos anteníferos pouco projetados, moderadamente próximos entre si. Olhos desenvolvidos, não estreitados entre os lobos e com pêlos diminutos entre os omatídios. Lobos oculares superiores com quatro fileiras de omatídios e tão distantes entre si quanto, pelo menos, o dobro da largura de um lobo. Lobos oculares inferiores com aspecto arredondado, ocupam quase todo o lado da cabeça e não atingem a face ventral. Genas curtas, subtriangulares, com ápices aguçados e cerca de ¼ do diâmetro do lobo ocular inferior. Mandíbulas arredondadas na margem externa. Antenas com 11 antenômeros, alcançam o terço apical dos élitros. Escapo subcilíndrico, ligeiramente curvo e tão longo quanto o antenômero III; III cerca de 1/3 mais longo que o IV; V-IX subiguais em comprimento; X-XI subiguais e cerca de 1/3 mais curtos que o IX.

### Tórax
Protórax quase tão largo quanto longo, com lados subarredondados. Pronoto plano. Cavidades coxais anteriores arredondadas, não-angulosas lateralmente. Processo prosternal estreito, sem superfícies articulares laterais. Mesosterno subplano. Processo mesosternal cerca da metade do diâmetro de uma mesocoxa, entalhado na extremidade e sem projeções laterais. Metasterno, na região mediana, plano. Sulco metasternal apenas alcança o terço basal. Escutelo pequeno, transverso e com a margem apical arredondada. Élitros cerca de quatro vezes o comprimento do protórax, aplanados nos 2/3 apicais e com ápices arredondados e inermes. Úmeros arredondados e ligeiramente projetados. Pernas posteriores 1/3 mais longas que as anteriores. Procoxas arredondadas e salientes. Mesocoxas ovaladas. Fêmures subcilíndricos. Tíbias cilíndricas, tão longas quanto os fêmures. Metatarsômero I tão longo quanto II+III. Escovas tarsais com faixa glabra mediana longitudinal.

### Abdome
Urosternito I com comprimento subigual ao seguinte. Urosternito V com a margem apical arredondada.

## Distribuição
A espécie tem distribuição restrita à província de Mendoza na Argentina.